# تاربان هونيكر
تاربان هونيكر مركبة بولندية متعددة الأغراض تعمل في جميع التضاريس, صنعت في عام 1984 , فأنه لا يزال في الإنتاج في مجموعة متنوعة من النماذج , ومن المعروف أفضل شاحنة مستخدمة من قبل «الجيش البولندي» سواء في بولندا أو في العراق.

## النسخ
وأنتجت الشاحنات الصياح في إصدارات الصلب أعلى، مع حاملة صدر والبيك آب. أنها تستخدم محركات البنزين من السيارة بولونيز FSO، محركات الديزل ايفيكو (2.5 مارك ألماني ³)، ومن عام 1997 فصاعدا تستخدم المحركات التوربينية أندريا 4CT 90 و 4CTi90 لاحقاً. كانت الشاحنة هيئة الباب 3، استناداً إلى جسور إطار جامد قيادة الينابيع ورقة.

## الإنتاج
وكان إنتاج نماذج من الصياح منخفضة، والوصول إلى حد أقصى من بضع مئات المركبات. في بوزنان في عام 1992، بني FSR سيارات 450 في عام 1992؛ سيارات 314 في عام 1994؛ وسيارات 288 في عام 1995. توقف الإنتاج FSR في أوائل عام 1996.
في منتصف عام 1996 اشترت الحقوق دايو وأنشأ دايو موتور المحدودة sp. بولندا لإنتاج السيارات. استأنفت الإنتاج في خريف 1996 المحاكمات المتعلقة بالجمعية Honkers في لوبلين. في كل المصانع وبنوا سيارات فقط حوالي 20. وفي عام 1997 قاموا ببناء سيارات 155؛ 1998-سيارات 232؛ عام 1999—سيارات حوالي 350؛ 2000-سيارات حوالي 200؛ 2001—حوالي 30-40 سيارات؛ 2002-سيارات 140؛ 2003-سيارات 278؛ 2004-سيارات حوالي 490؛ 2005-سيارات 177؛ 2006-سيارات 245؛ 2007-سيارات 35. في ربيع عام 2007، تم تعليق الإنتاج مرة أخرى.
الشركة الأوكرانية DP نافتوجازبود بليور في عام 2008، كان للبدء في بناء الصياح مرة أخرى، لكنه لم يفعل.
في عام 2009، بيعت سينديك برنامج إدارة الكوارث، صاحب الحق في الصياح، الشركة إلى Tymińscy دزة، الذي ثم إعادة إنتاج الصياح.

## المشغلون
- أذربيجان
- العراق
- ليتوانيا
- نيجيريا
- بولندا
- أوكرانيا[2]

## معرض الصور

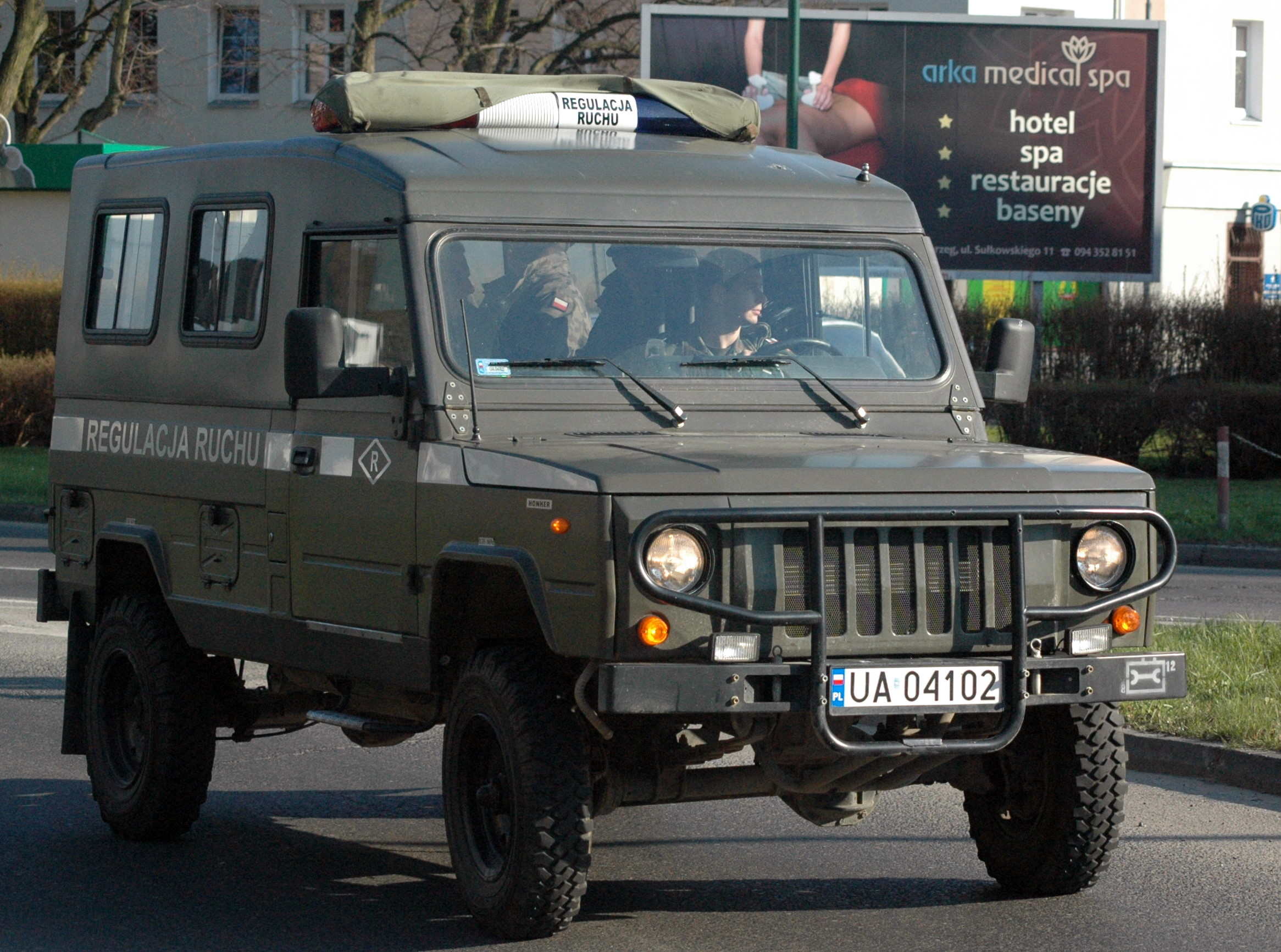
Honker in كووبجك
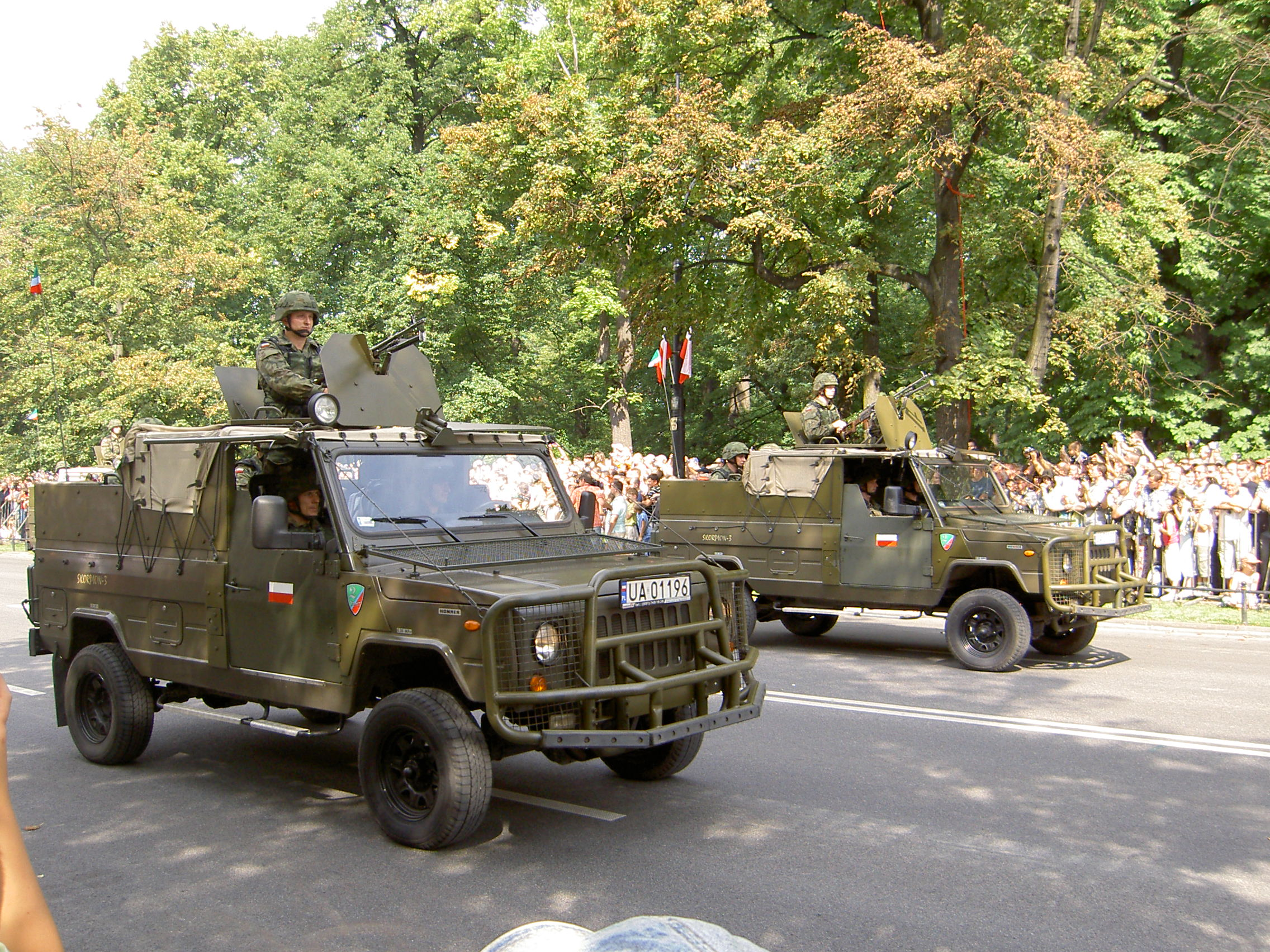
Honker Skorpion-3
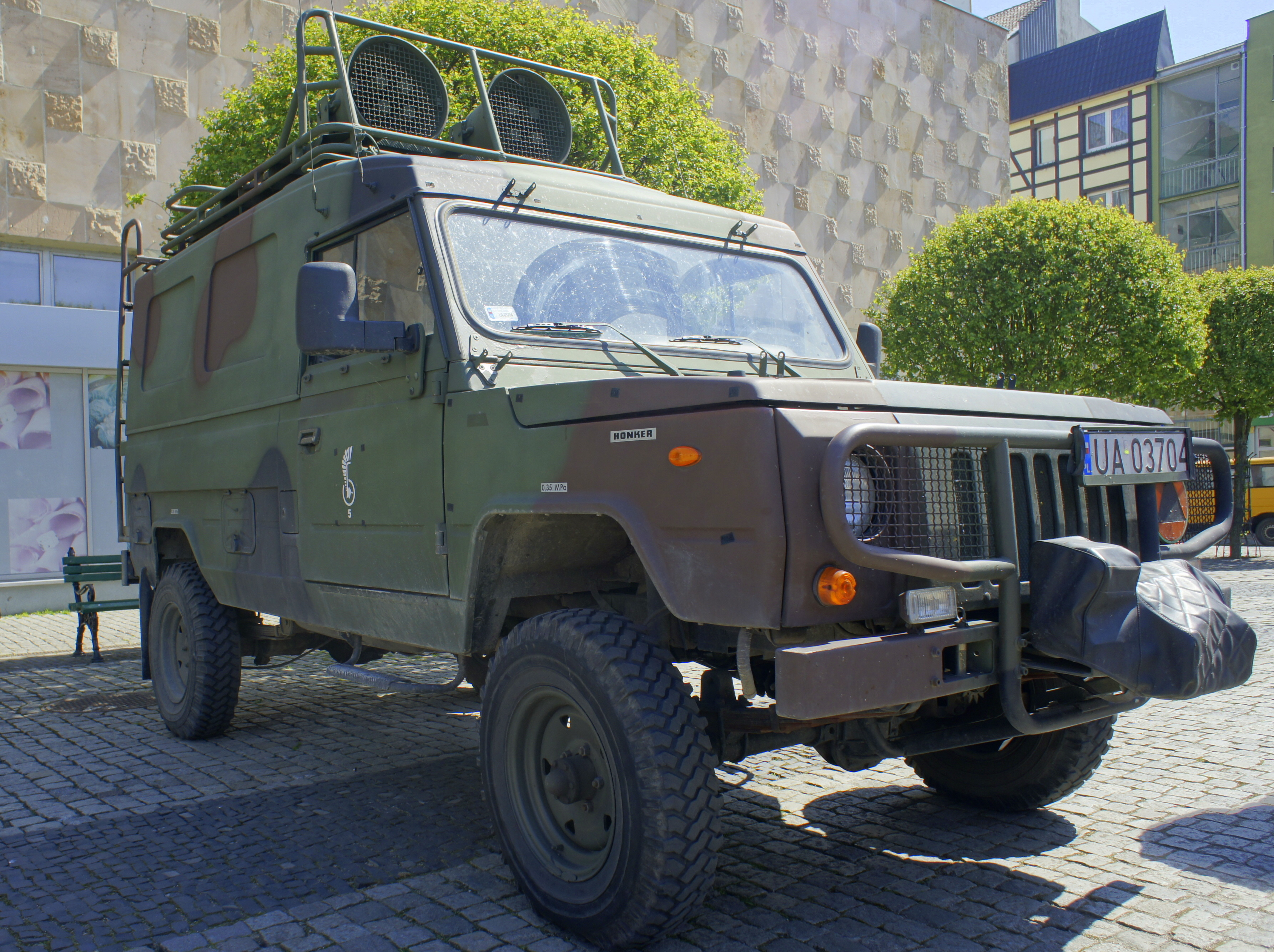
Honker Baryton
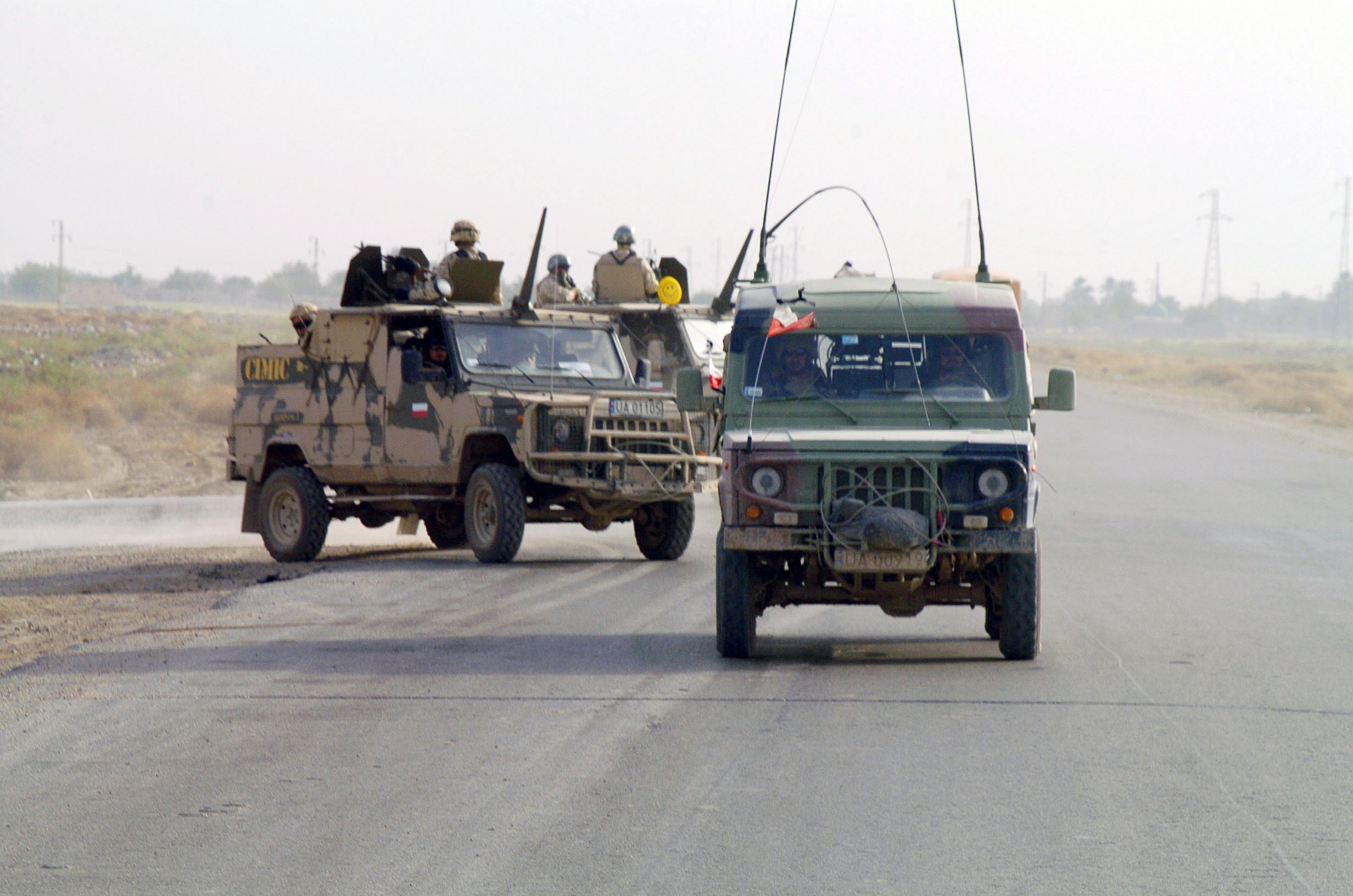
Honker Skorpion-3 and a ZWD-3 command vehicle based on a Honker in Iraq during the حرب العراق
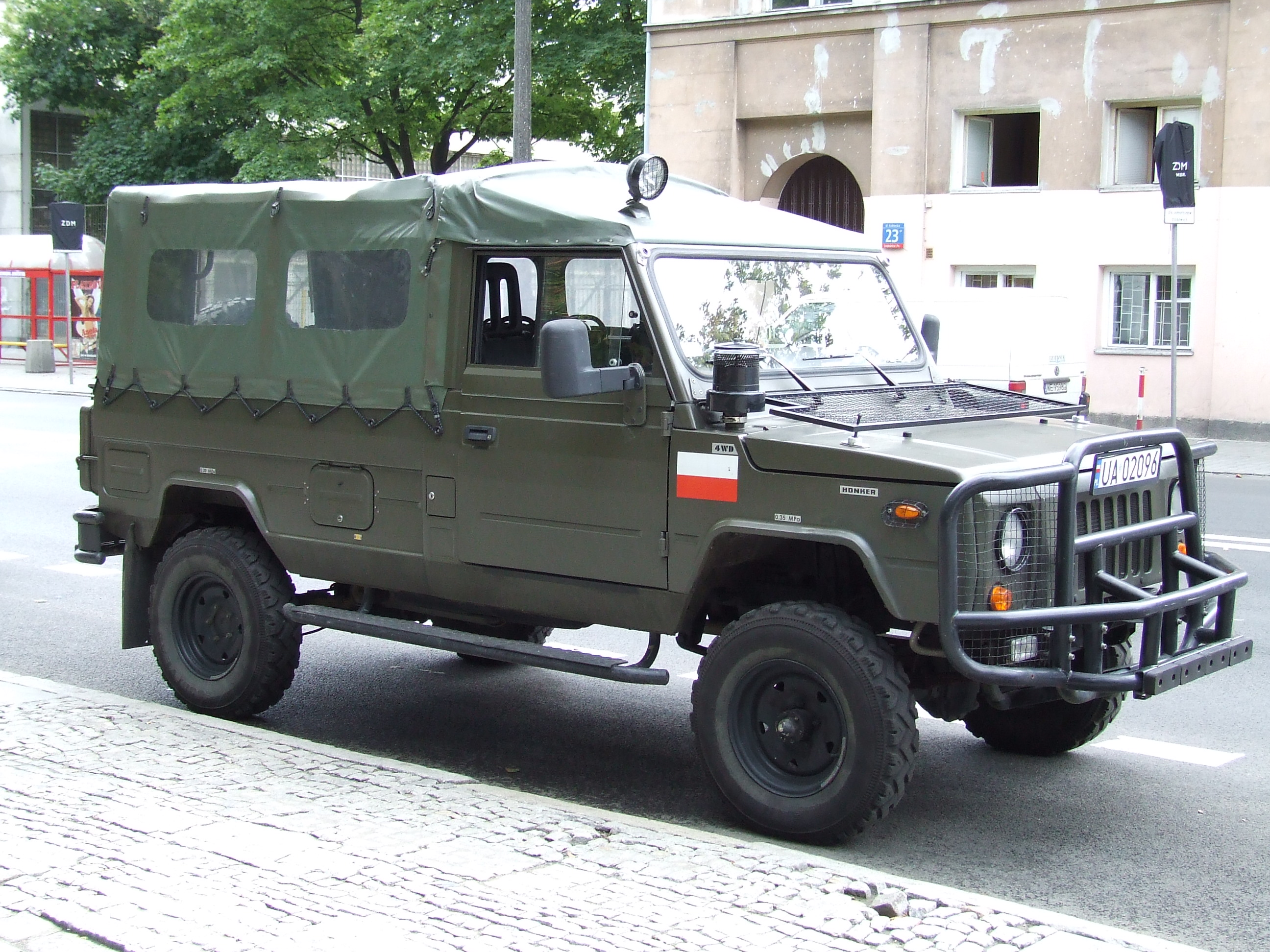
Tarpan Honker
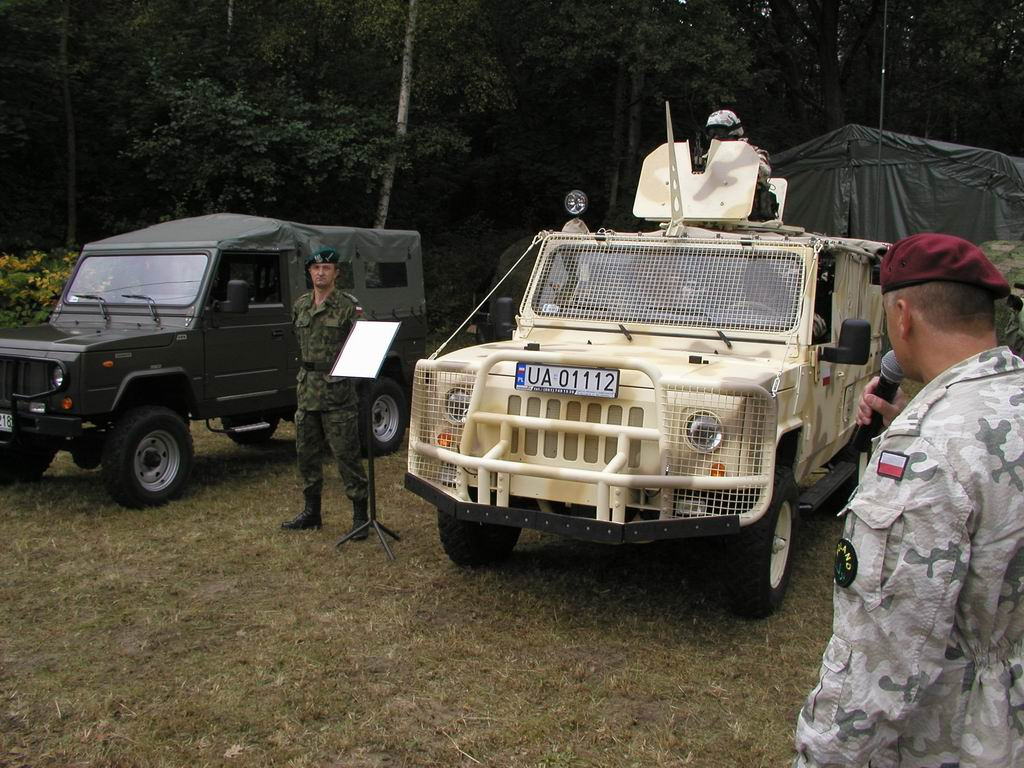
Presentation of Honker Skorpion 3 before mission in Iraq in 2003
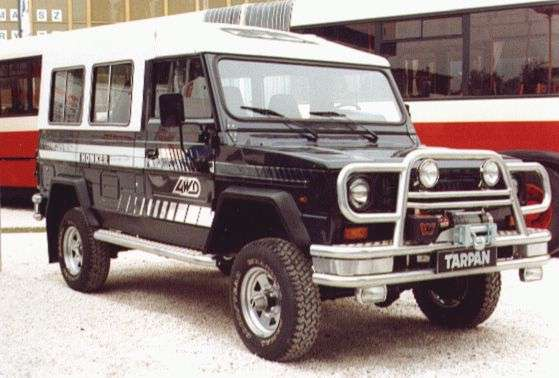
4x4 LWB Honker to offer for a civilian market
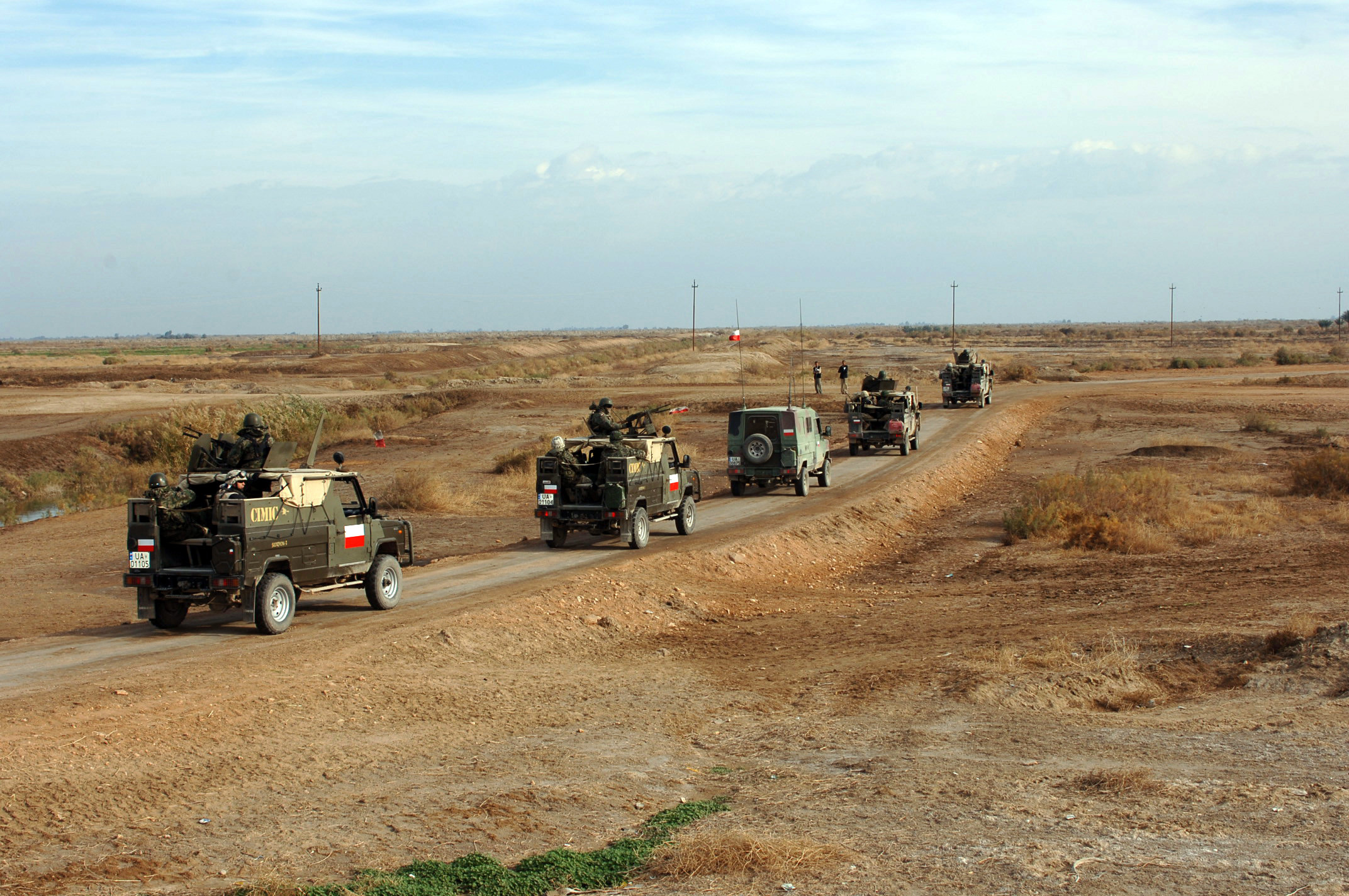
A convoy for the Polish CIMIC group (Civilian Military Cooperation) heads to an elementary school in Ad Diwaniyah, Iraq on January 19, 2005. They are going to deliver school supplies and toys.
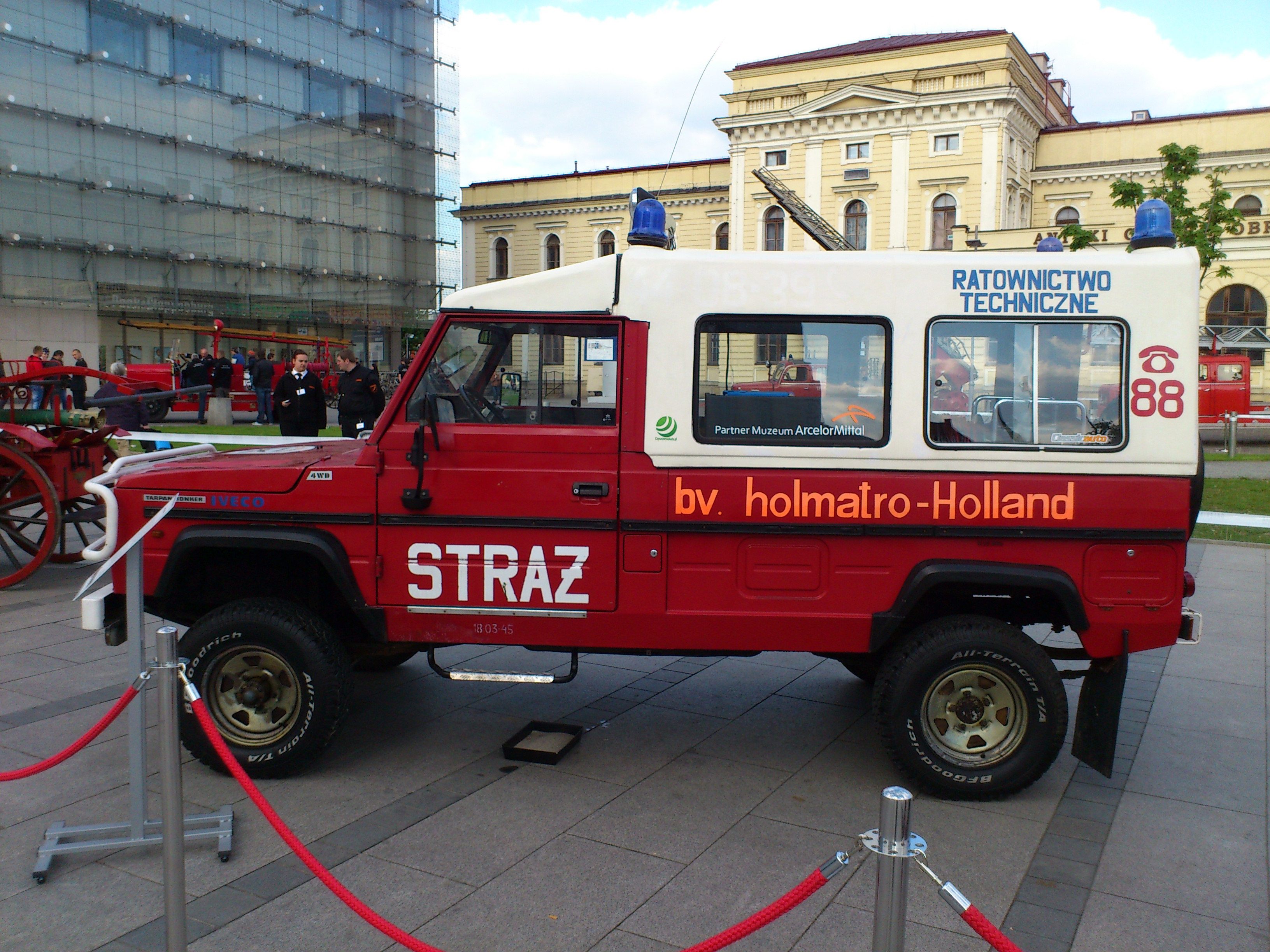
Honker in fire - engine version. This fire engine served for many years in one of the SOPiRG ArcelorMittal Polska fire fighting units.
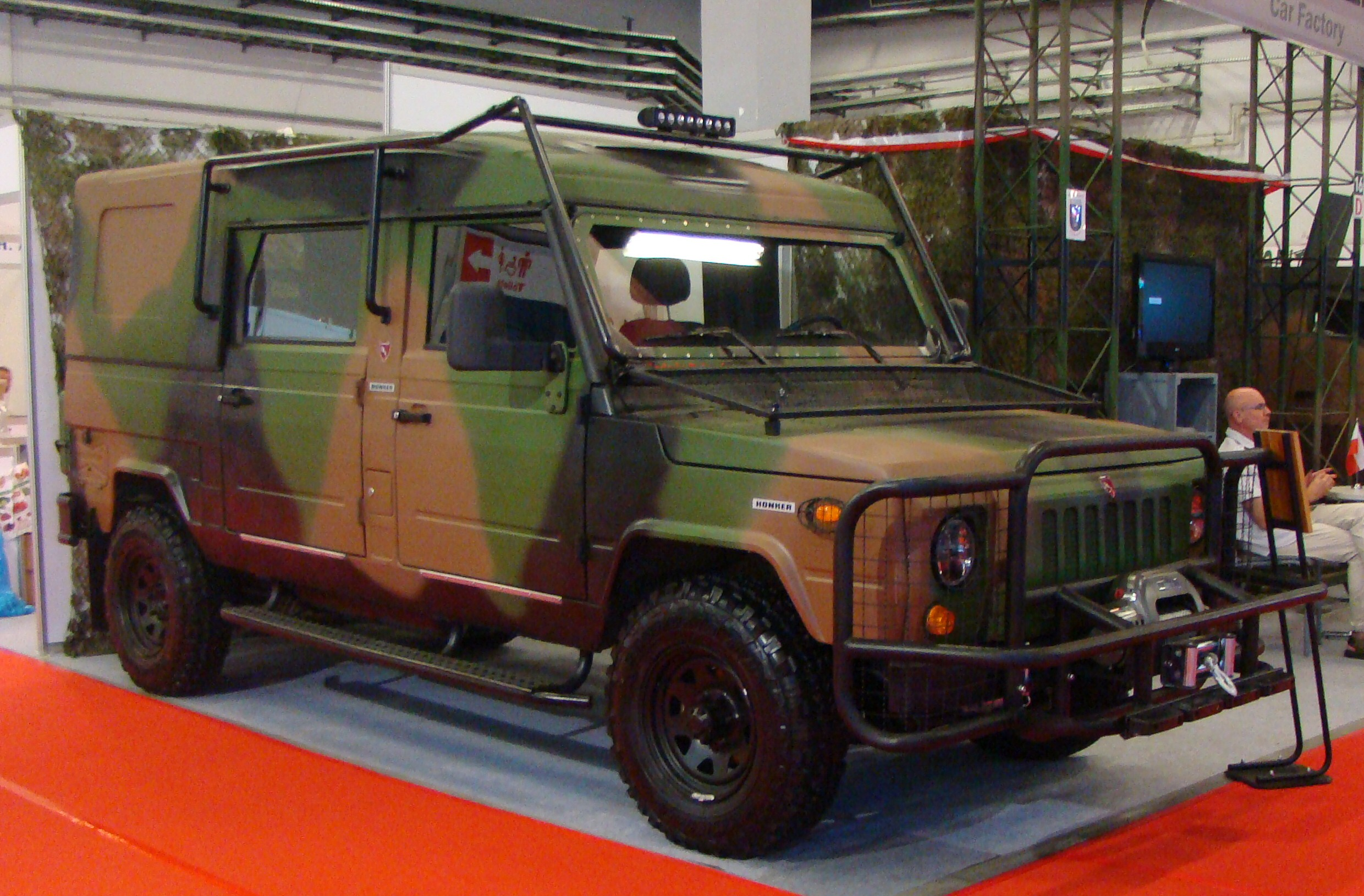
Honker in 5-door version with new polish camouflage, demonstrated on Defence Industry Exposition (MSPO) in كيلسي in 2015. Note the new HONKER brand logo on the car.

## وصلات خارجية
- Honker producer
- Honker fanpage نسخة محفوظة 22 يونيو 2015 على موقع واي باك مشين.